# Santa Mônica (diaconia)
Santa Mônica (em latim: Sancti Monica) é uma diaconia instituída em 30 de setembro de 2023 pelo Papa Francisco. Sua igreja titular é a Santa Monica degli Agostiniani.

## Titulares protetores
- Robert Francis Prevost, O.S.A. (2023-2025) Eleito Papa Leão XIV em 2025.